# کنتربری، نیوبرانزویک
کنتربری، نیوبرانزویک (به انگلیسی: Canterbury, New Brunswick) یک منطقهٔ مسکونی در کانادا است که در نیوبرانزویک واقع شده‌است. کنتربری ۳۳۶ نفر جمعیت دارد.